# Référendums de 2021 dans l'État de Washington
Trois référendums ont lieu le 2 novembre 2021 dans l'État de Washington.